# 李昭 (唐朝)
李昭，唐朝末年官员，京兆（治今陕西省西安市）人。
李昭的父亲李褒，官至黔南观察使、檢校礼部尚书、浙东观察使。李昭是李褒的次以尚书郎出为苏州刺史，满一年后以中书舍人召还长安，没有就任。后来担任常州刺史、户部尚书。他的儿子是李懌。